# 开罗刺鼠
开罗刺鼠(學名：Acomys cahirinus)，又名非洲刺毛鼠，是属于鼠科啮齿目的一个夜行性物种。开罗刺鼠于非洲撒哈拉沙漠北部被发现，以多岩石和炎热干燥的地区为栖息地，属于杂食性动物，并以种子、荒漠植物、蜗牛和各种昆虫为主食。它亦属于群居性动物，生活在小型的家庭式集体中。